# Radosław Majewski
Radosław Majewski (Pruszków, Polonia, 15 de diciembre de 1986) es un futbolista polaco que juega de centrocampista en el Znicz Pruszków de la I Liga de Polonia. Ha sido internacional con la selección absoluta polaca en nueve ocasiones. Asimismo, ha incursionado como político a nivel local en las elecciones locales de 2024, obteniendo un escaño en el ayuntamiento de Pruszków y recibiendo el 4,76% de todos los votos de su circunscripción.

## Trayectoria

### Comienzos
Majewski nació en Pruszków, voivodato de Mazovia, y comenzó su carrera en el club de su ciudad natal, el Znicz Pruszków. En 2007, fue fichado por el Dyskobolia Grodzisk Wielkopolski tras una impresionante actuación contra el entonces club de la Ekstraklasa. Tras haber sido previamente internacional con la selección sub-21 y sub-23, el centrocampista debutó con la selección de fútbol de Polonia el día de su vigésimo-primer cumpleaños, el 15 de diciembre de 2007. En el mercado de verano de la temporada 2008-09, se trasladó a la capital polaca para jugar en el Polonia Varsovia, procedente del Dyskobolia. Sin embargo, tras algunas actuaciones mediocres y críticas a su estilo de vida fuera del terreno de juego, el club decidió cederlo al Nottingham Forest con la esperanza de que el traspaso le hiciera madurar y le ayudara a reencontrar la forma que le llevó a la selección polaca en los años anteriores.

### Estancia en Inglaterra
Majewski se incorporó al Nottingham Forest el 23 de julio de 2009 en calidad de préstamo por una temporada. El Forest pagó 130.000 libras por sus servicios y acordó una cantidad aproximada de un millón de libras si deseaba ficharlo de forma permanente en cualquier momento de la cesión. Impresionó de inmediato con la camiseta rojiblanca, pues el 25 de agosto Majewski marcó su primer gol oficial que sirvió para dar la victoria al Forest en la prórroga de un partido de la Copa de la Liga contra el Middlesbrough. Su primer gol en la EFL Championship llegó el 29 de agosto de 2009 en el primer minuto del partido contra su acérrimo rival de las East Midlands, el Derby County, donde conectó un disparo «imparable» desde el borde del área, a 30 metros de la portería, que finalizó en victoria para el Forest por 3-2. El 8 de enero de 2010, Majewski marcó su cuarto gol de la temporada en una sorprendente victoria a domicilio por 3-1 en el campo del West Bromwich Albion, que aupó al Forest al segundo puesto de la división de plata inglesa.
Su tenacidad, inteligencia y calidad en el pase aceleraron el interés de la directiva del Forest de hacerse con los derechos del jugador al terminar la temporada 2009-10. El fichaje definitivo se confirmó el 5 de mayo de 2010. En la temporada 2010-11, Majewski disputó 28 partidos, limitado por el buen estado de forma de Lewis McGugan que le mantuvo fuera del equipo. Majewski marcó dos goles en liga, uno contra el Swansea City y otro contra el Coventry City. En la temporada 2011-12, Majewski marcó seis goles en la Championship. El primero fue en la derrota a domicilio por 3-2 ante el Southampton, y el segundo fue una media volea que resultó ser el gol de la victoria ante el Blackpool, en una actuación que le permitió, junto a su compañero Wes Morgan, figurar en el Equipo de la Semana de Sky Sports. El 31 de marzo de 2012, en un partido de liga fuera de casa contra el Crystal Palace, Majewski marcó un triplete, en una actuación que le llevó a ser incluido nuevamente en el Equipo de la Semana.
Majewski no marcó en la temporada 2012-13 hasta que, al igual que la temporada anterior, anotó un triplete en la abultada victoria contra el Huddersfield Town, en un partido que el Forest ganó cómodamente por 6-1. Siguió floreciendo bajo la nueva dirección de Billy Davies, con goles fuera de casa ante el Sheffield Wednesday y el Charlton Athletic. Su buen momento de forma le ayudó a ganarse de nuevo un puesto en la selección de Polonia en los partidos de clasificación para el Mundial contra Ucrania y San Marino.
El 29 de julio de 2014, Majewski se incorporó al Huddersfield Town, otro club de la Championship, en calidad de cedido por una temporada, donde vistió el dorsal 45. Debutó con los Terriers en la derrota por 4-0 ante el AFC Bournemouth el 9 de agosto. Finalizó la campaña con ocho presencias pero sin ningún gol anotado.

### Carrera posterior
Tras ser traspasado gratuitamente por el Nottingham Forest, Majewski se unió al Veria FC, club de la Superliga de Grecia, que al mismo tiempo estaba dispuesto a fichar para su plantilla al extremo franco-argelino y antiguo compañero de equipo de Majewski, Djamel Abdoun. El 7 de agosto de 2015, Majewski firmó un contrato de dos años con el club griego. Majewski debutó con el Veria el 23 de agosto de 2015 contra el PAS Giannina. Anotó su primer gol con el Veria durante un partido de la Copa de Grecia contra el Atromitos de Atenas con un disparo desde fuera del área pequeña.
Un año más tarde retornó a Polonia para jugar en la Ekstraklasa de la mano del Lech Poznań, equipo con el que firmó por tres años. Después de 66 presencias y 1o goles, el centrocampista fue liberado en el mercado de verano de la temporada 2018-19 y se trasladó al Pogon Szczecin, donde una lesión le alejó de los campos durante varios meses.
Majewski firmó el 14 de junio de 2019 por el club de la A-League Western Sydney Wanderers un contrato de un año. Después de hacer tres apariciones en la Copa FFA, incluyendo un gol y dos asistencias en la victoria por 7-1 contra el Sydney United, sufrió una lesión en el ligamento cruzado anterior y el ligamento colateral medial de su rodilla derecha, durante el entrenamiento después de una colisión con Dylan McGowan. Regresó a Polonia para recibir tratamiento y luego volvió a Australia sólo para que la pandemia de COVID-19 paralizara la liga. Majewski habló más tarde del incidente en una entrevista con los medios de comunicación polacos, en la que llamó «imbécil» a McGowan y sugirió que había sido una entrada malintencionada, afirmación que McGowan negó.
Tras no participar en ningún partido de la A-League con el equipo de Sídney, Majewski fichó por el Wieczysta Kraków, club de la sexta división polaca. En los tres años que pasó en el equipo cracoviano, ayudó al equipo a ascender varias categorías del sistema de ligas del fútbol polaco, despidiéndose del club del voivodato de Pequeña Polonia tras alcanzar la III Liga, la cuarta división polaca.
El 31 de enero de 2024, tras haber entrenado con ellos ocasionalmente durante el invierno, Majewski se reincorporó al Znicz Pruszków, regresando al club de su ciudad natal después de 16 años. Acabó la temporada con un gol y siete asistencias en catorce partidos, y fue nominado al premio de Jugador del Mes de la I liga en abril de 2024. Amplió su contrato por un año más en julio de 2024.

## Palmarés
Dyskobolia Grodzisk Wielkopolski
- Copa de Polonia (1): 2006–07
- Copa de la Ekstraklasa (2): 2006–07, 2007–08

Lech Poznań
- Supercopa de Polonia (1): 2016

Individual
- Mejor jugador revelación: 2007[31]